# Arthur Hunnicutt
Arthur Hunnicutt (Gravelly, 17 de febrer de 1910 - Los Angeles, 26 de setembre de 1979) va ser un actor estatunidenc.

## Biografia

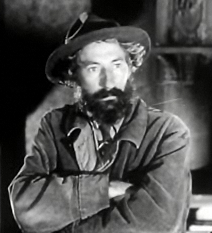
A L'instant decisiu (1953)

Al cinema dels Estats Units, va treballar de 1942 a 1975, sobretot en nombrosos westerns, un dels seus papers més coneguts és el de Zeb Calloway en Riu de sang (1952). Per la televisió, participa en telefilms i sèries entre 1956 i 1975. Mencionem un episodi de la Quarta Dimensió l'any 1962 (La Caça al paradís - temporada 3, episodi 19) i quatre episodis de Bonanza entre 1959 i 1969. Al teatre, va actuar a Broadway en vuit espectacles dramàtics, de 1940 a 1946. De vegades va sortir als crèdits com a «Arthur 'Arkansas' Hunnicutt». va morir el 26 de setembre de 1979 al districte de Woodland Hills de la ciutat de Los Angeles.

## Filmografia
Filmografia:
| Any  | Pel·lícula                                      | Paper                     |
| ---- | ----------------------------------------------- | ------------------------- |
| 1942 | Wildcat                                         | 'Watchfob' Jones          |
| 1942 | Riding Through Nevada                           | Arkansas                  |
| 1942 | Silver Queen                                    | Newspaper Publisher Brett |
| 1942 | Fall In                                         | Luke Hatfield             |
| 1942 | Pardon My Gun                                   | Arkansas                  |
| 1943 | The Fighting Buckaroo                           | Arkansas                  |
| 1943 | Law of the Northwest                            | Arkansas                  |
| 1943 | Frontier Fury                                   | Arkansas                  |
| 1943 | Robin Hood of the Range                         | Arkansas                  |
| 1943 | Johnny Come Lately                              | Second Tramp              |
| 1943 | Hail to the Rangers                             | Arkansas                  |
| 1943 | The Chance of a Lifetime                        | Elwood 'Tex' Stewart      |
| 1944 | Riding West                                     | Prof. Arkansas Higgins    |
| 1944 | Dos ianquis a Austràlia (Abroad with Two Yanks) | Arkie                     |
| 1949 | Border Incident                                 | Clayton Nordell           |
| 1949 | Passió per l'or                                 | Ludi                      |
| 1949 | The Great Dan Patch                             | Chet Williams             |
| 1950 | A Ticket To Tomahawk                            | Sad Eyes                  |
| 1950 | Repartiment in My Crown                         | Chloroform Wiggins        |
| 1950 | Fletxa trencada (Broken Arrow)                  | Milt Duffield             |
| 1950 | Two Flags West                                  | Sgt. Pickens              |
| 1951 | Distant Drums                                   | Monk                      |
| 1951 | Sugarfoot                                       | Fly-Up-the-Creek Jones    |
| 1951 | The Red Badge of Courage                        | Bill Porter               |
| 1952 | Riu de sang (The Big Sky)                       | Zeb Calloway/Narradora    |
| 1952 | The Lusty Men                                   | Booker Davis              |
| 1953 | L'instant decisiu (Split Second)                | Asa Tremaine              |
| 1954 | La línia francesa (The French Line)             | 'Waco' Mosby              |
| 1954 | She Couldn't Say No                             | Odie Chalmers             |
| 1955 | The Last Command                                | Davy Crockett             |
| 1955 | The Kettles in the Ozarks                       | Sedgewick Kettle          |
| 1957 | Presa valuosa (The Tall T)                      | Rintoon                   |
| 1960 | The Rifleman: "The Grasshopper"                 | Nathaniel Cameron         |
| 1960 | The Andy Griffith Show: "A Feud Is a Feud"      | Jedediah Wakefield        |
| 1961 | The Donna Reed Show: "One of Those Days"        | Old Man                   |
| 1962 | The Twilight Zone: "The Hunt"                   | Hyder Simpson             |
| 1964 | The Outer Limits: "Cry of Silence"              | Lamont                    |
| 1965 | Cat Ballou                                      | Butch Cassidy             |
| 1966 | El Dorado                                       | Bull Harris               |
| 1971 | The Million Dollar Duck                         | Mr. Purdham               |
| 1971 | Shoot Out                                       | Homer Page                |
| 1974 | Harry and Tonto                                 | Wade Carlton              |
| 1974 | The Spikes Gang                                 | Kid White                 |
| 1975 | Traficants de licor (Moonrunners)               | Jesse Duke                |